# Oberlin (Ohio)
Pour les articles homonymes, voir Oberlin.
Oberlin est une ville américaine du comté de Lorain, dans l'Ohio, au sud-ouest de Cleveland. 
La ville est probablement plus connue pour son université, l'Oberlin College, un établissement d'arts libéraux, son musée d'art, intitulé Allen Memorial Art Museum avec plus de douze mille œuvres (peinture flamande, du XVIIIe siècle et du XIXe siècle, etc.) et une prestigieuse école de musique d'environ trois mille étudiants. En l'an 2000, la population de la ville s'élevait à 8 195 habitants.
Au XIXe siècle, avant la guerre de Sécession, elle fut un foyer majeur de l'abolitionnisme aux États-Unis.

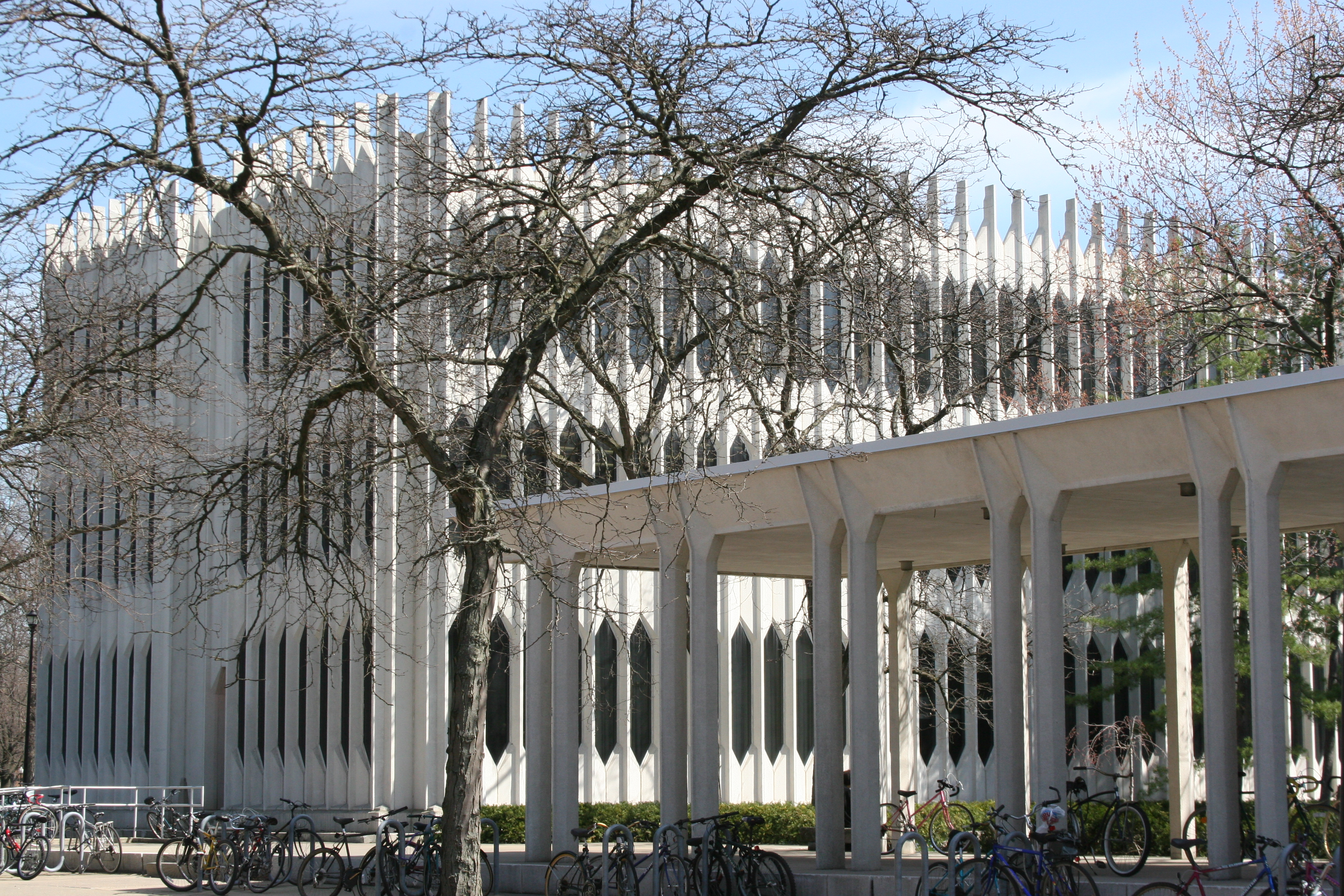
Le Conservatoire de musique (arch. Minoru Yamasaki)

## Personnalités
- Carl Colton Branson (1906-1975), géologue et paléontologue américain, né à Oberlin.
- Wilmot N. Hess (1926–2004), physicien américain, né à Oberlin.